# Ole Peter Hansen Balling
Ole Peter Hansen Balling, född 13 april 1823 i Kristiania, död 1 maj 1906 i Kristiania, var en norsk konstnär och dansk och amerikansk officer. Han är mest känd för sina målningar från amerikanska inbördeskriget.

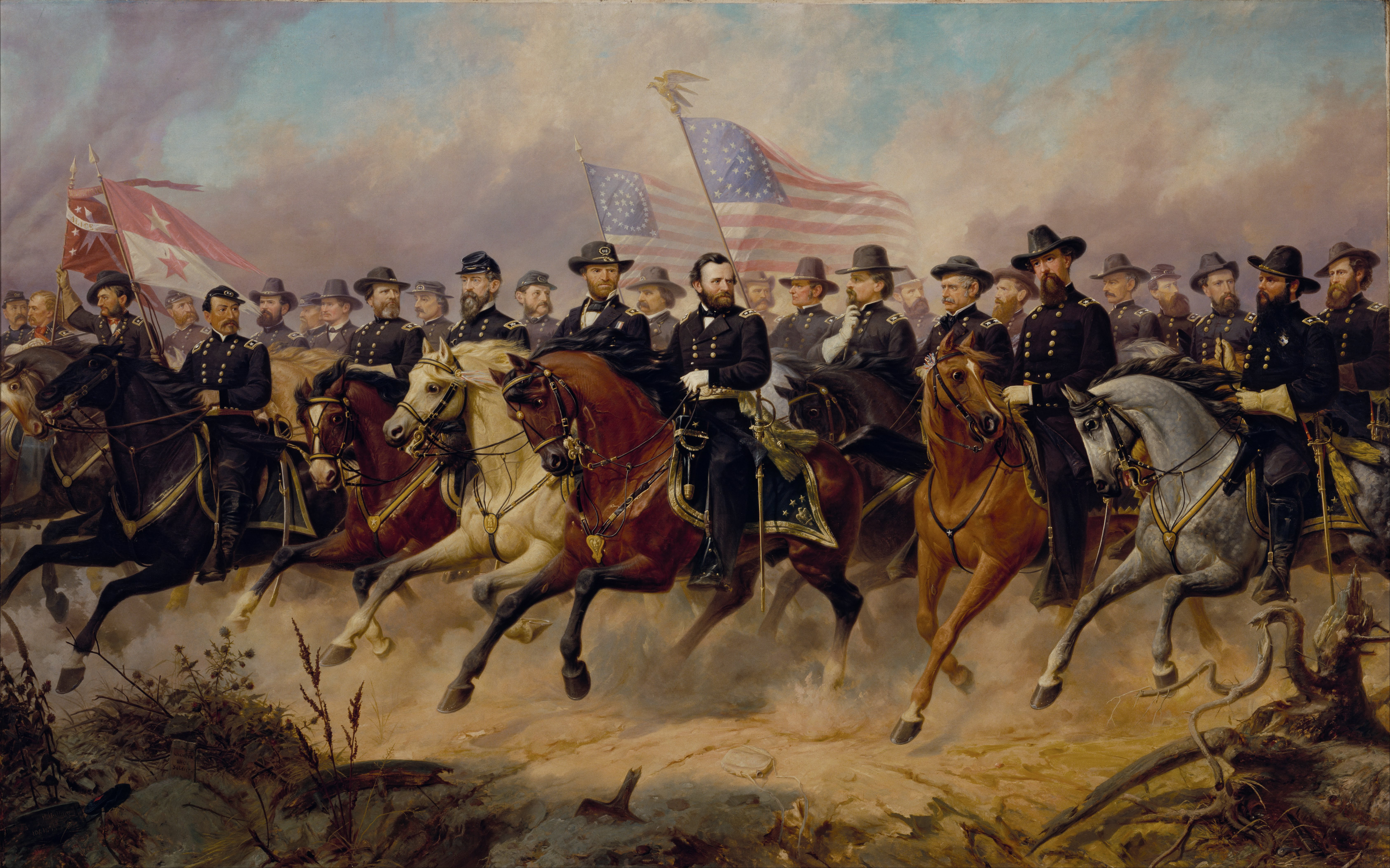
Grant och hans generaler, 1865.

## Biografi
Balling föddes som son till skomakare Johan Fredrik Hansen och Karen Poulsdatter. Efter faderns död gifte modern om sig med skomakare Jørgen Balling vars efternamn han tog 1848.
Balling var elev hos Ferdinand Gjøs och målarlärling hos Jacob Emilius Wunderlich i Kristiania där han blev gesäll 1841. Han utbildade sig på Akademie der Künste i Berlin 1843–1845 och på Det Kongelige Danske Kunstakademi i Köpenhamn 1846–1848. Våren 1854 målade han efter modell hos Thomas Couture i Paris. Han debuterade på vårutställningen på Charlottenborg 1852 och ställde ut porträtt och historiska motiv 1853–1855. Hans porträtt av överstelöjtnant Hans Helgesen blev uppmärksammat och köptes av kung Frederik VII.
Balling tjänstgjorde som frivillig i Slesvig-holsteinska kriget och blev dansk officer och medborgare 1848. 
År 1856 emigrerede han till USA och deltog som frivillig i amerikanska inbördeskriget för Nordstaterna från 1861 till 1863. Han avancerade till överstelöjtnant men lämnade armen efter att ha sårats av en av sina egna soldater.

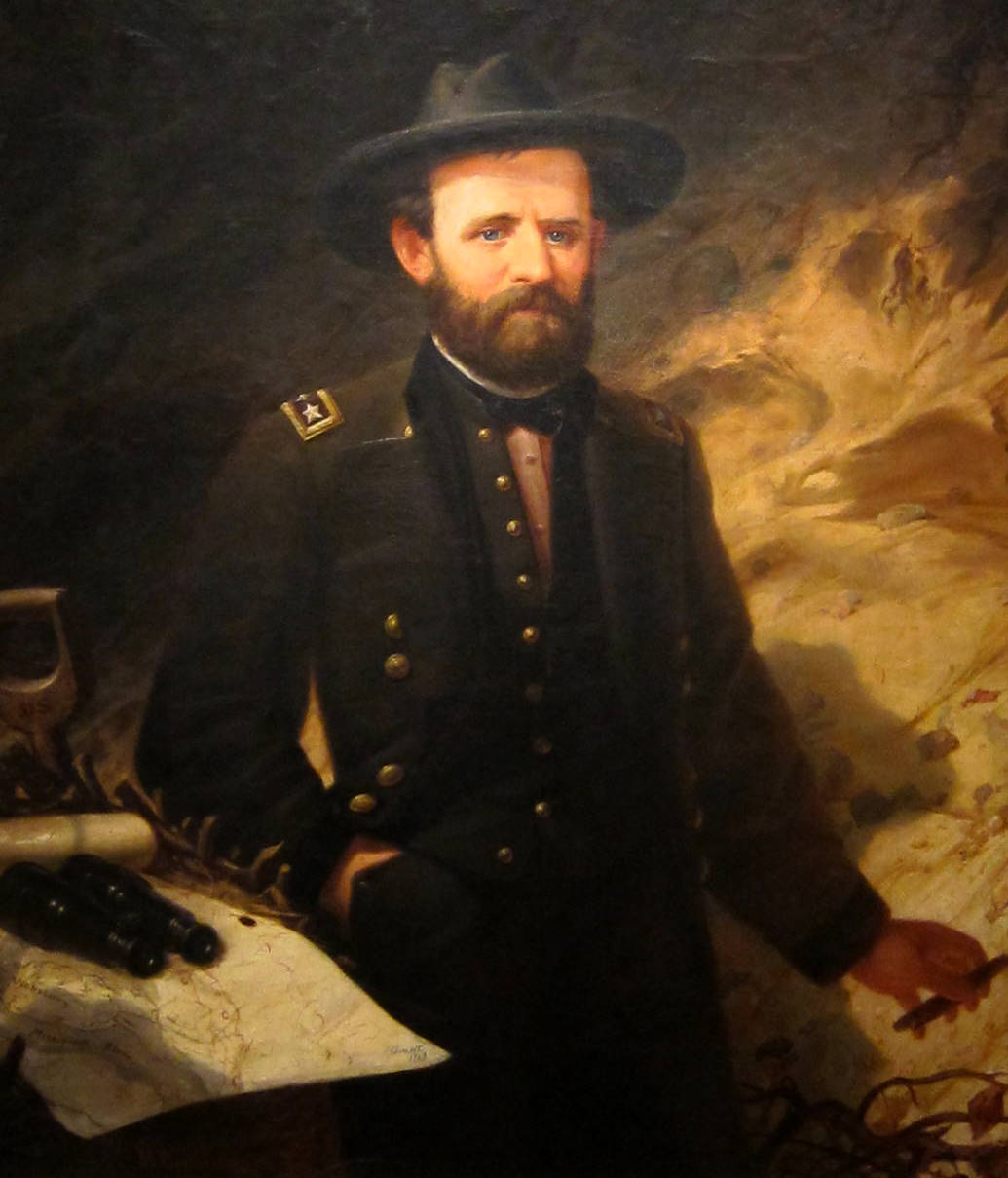
Porträtt av general Ulysses S. Grant i en skyttegrav vid Vicksburg, 1865.

Balling drev en fotoatelje i New York 1859–1861 där han främst arbetade med färgläggning (kolorering) av fotografier.

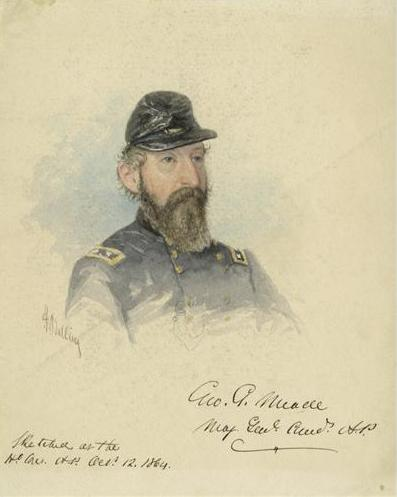
General George Meade, 1864.

Genom officersyrket fick han  kontakt med armeledare i både Danmark och USA och fick uppdrag som porträttmålare. Han  tecknade också skisser från slagfälten.
År 1864 mötte han president Abraham Lincoln i Vita huset och målade en akvarell av honom. De följande åren målade han porträtter av flera amerikanska presidenter bland andra Ulysses S. Grant. Balling målade också genre- och djurmålningar men arbetade mest med dekor och  retouch av fotografier. 

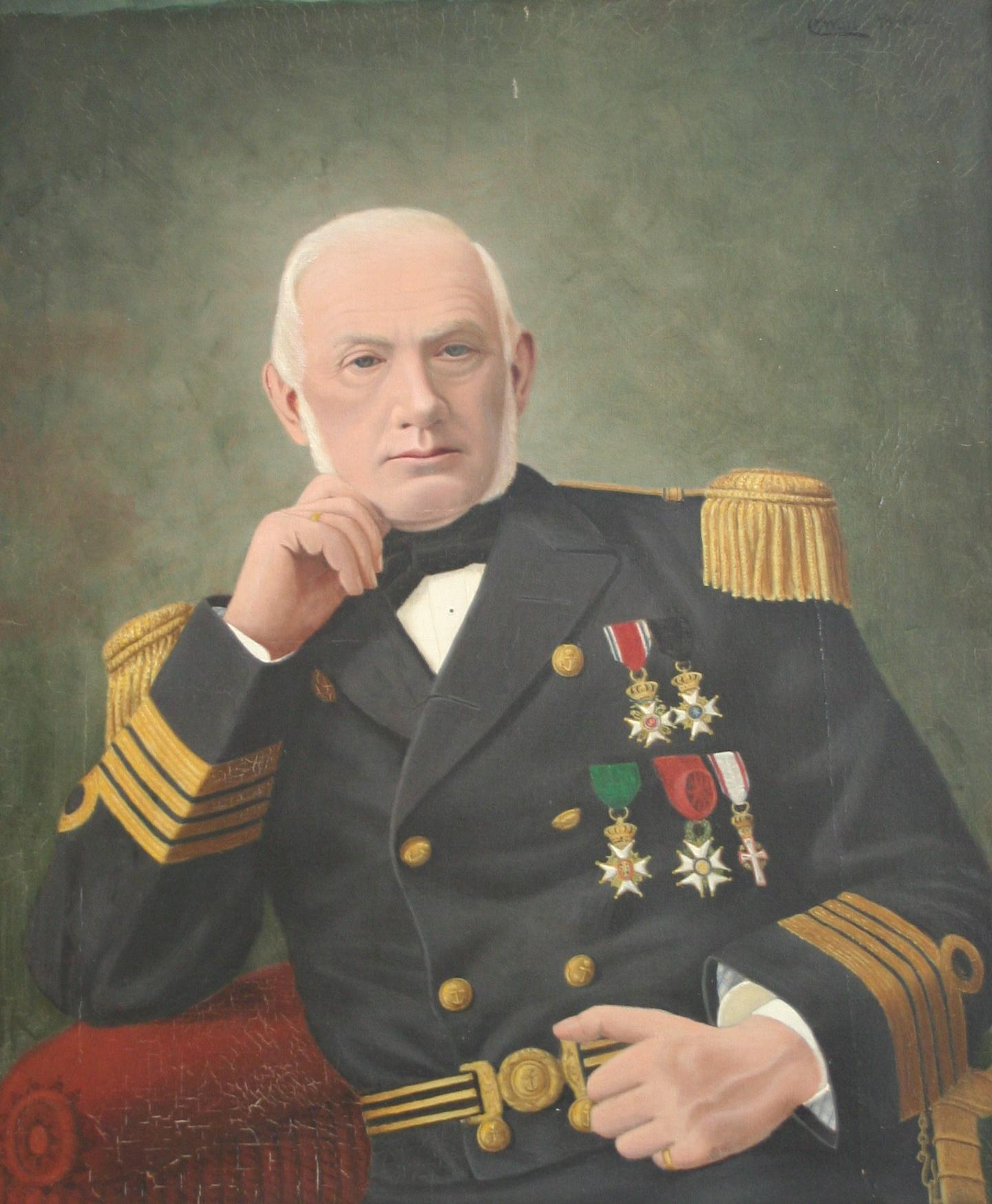
Admiral Johan Koren, ca 1875.

År 1874 återvände Balling till Norge och bosatte sig i Horten där han bland annat målade porträtt av norska sjöofficerare. Han återvände till New York 1879 och år 1881 flyttade han till Mexico City där hans äldsta dotter bodde. Balling utförde bland annat flera stora dekormålningar i staden. Efter återkomsten till Norge 1890 utnämndes han till mexikansk konsul i Kristiania.
Han gifte sig i Danmark med Marie Rantzau 23 april 1852 (död 1853) och med Christine Zündorff 27 juni 1857 i New York.

## Eftermäle
Balling är representerad på bland andra National Portrait Gallery i Washington, militärhögskolan West Point i New York, marinhögskolan  

Annapolis samt på marinmuseet i Horten och Nasjonalmuseet for kunst, arkitektur og design i Oslo.